# Камі (Коті)
Ка́мі (яп. 香美市, かみし, МФА: [kamʲi ɕi̥]?) — місто в Японії, в префектурі Коті. Розташоване в східній частині префектури.    Отримало статус міста 2006 року. Площа становить 538,22 км². Станом на 1 липня 2012 року населення складало 28 176  осіб, густота населення — 52,4 осіб/км².     

## Демографія
Згідно з даними перепису населення Японії, населення Камі постійно зменшується з 60-х років. Станом на 1 жовтня 2020 року населення складало 26 513 осіб, з яких чоловіків — 12 848 осіб, жінок — 13 665 осіб. Густота населення — 49,29 осіб/км².